# 증평 추성산성
증평 추성산성(曾坪 杻城山城, 영어: Chuseongsanseong Fortress, Jeungpyeong)은 충청북도 증평군 도안면에 있는 삼국시대의 백제 토축(土築) 산성으로 최대 규모의 성곽이다. 2006년 12월 15일 충청북도의 기념물 제527호로 지정되었다가, 2014년 1월 23일 대한민국의 사적 제527호로 승격되었다.

## 사적 승격 사유
충청북도 증평군 소재 증평 추성산성은 지방에 존재하는 가장 큰 규모의 한성백제 시기 토축 산성으로, 내성과 외성의 이중 구조로 된 남성·북성의 독특한 배치를 이루고 있으며 초기단계의 판축기법과 성토다짐이 사용되었고 한성백제 단계의 성문과 수문의 발전 양상을 보여주는 점, 다양한 출토 유물을 통해 당시의 국제정세를 파악할 수 있을 뿐만 아니라 성벽의 잔존상태가 양호하여 한성백제 산성의 특성, 축성기법 등에 관한 연구에 있어서 중요한 학술적 가치를 지님

## 명칭
조선시대 전 시기에 있어서 '추성산'이라는 명칭이 사용되었던 점 등을 고려하여 지정명칭은 '증평 추성산성'으로 했다.

## 참고 자료
- 증평 추성산성 - 국가유산청 국가유산포털